# Home (banda sonora)
Home: Original Motion Picture Soundtrack é a banda sonora para Home, filme de animação de 2015 baseado no livro infantil de 2007 The True Meaning of Smekday, de Adam Rex. Foi lançada a 23 de março de 2015 através das editoras Westbury Road Entertainment e Roc Nation. Após a revelação de que Rihanna iria desempenhar um papel no filme, foi revelado que a mesma criaria um disco conceitual para acompanhar o trabalho cinematográfico. Como produtora executiva do trabalho, a artista convidou vários outros músicos para participar, como Clarence Coffee Jr., Kiesza, Charli XCX, Jacob Plant e Jennifer Lopez.

## Alinhamento de faixas
| N.º            | Título                                             | Compositor(es)                                                                         | Produtor(es)           | Duração |  |
| 1.             | "Towards the Sun" (interpretada por Rihanna)       | Tiago Garvalho, Gary Go, Robyn Fenty                                                   | Tiago, Gary Go,(a)     |         |  |
| 2.             | "Run to Me" (interpretada por Clarence Coffee Jr.) | Jonathan Yip, Ray Romulus, Jeremy Reeves, Ray Charles McCulloch II, Clarence Coffe Jr. | Stereotypes            | 4:14    |  |
| 3.             | "Cannonball" (interpretada por Kiesza)             | Tor Erik Hermansen, Mikkel S. Eriksen, Kiesa Rae Ellestad, Nate Ruess, Emile Haynie    | Stargate, Haynie(a)    | 3:57    |  |
| 4.             | "As Real As You and Me" (interpretada por Rihanna) | Rodney Jerkins, Alicia Williams, Fenty                                                 | Darkchild, Paul Dawson | 3:40    |  |
| 5.             | "Red Balloon" (interpretada por Charli XCX)        | Hermansen, Eriksen, Charlotte Aitchison, Magnus Høiberg                                | Stargate               | 3:26    |  |
| 6.             | "Dancing in the Dark" (interpretada por Rihanna)   | Hermansen, Eriksen, Ester Dean, Maureen McDonald                                       | Stargate               | 3:43    |  |
| 7.             | "Drop That" (interpretada por Jacob Plant)         | Plant, Fenty                                                                           | Plant                  | 4:17    |  |
| 8.             | "Feel the Light" (interpretada por Jennifer Lopez) | Hermansen, Eriksen, Ellestad                                                           | Stargate               | 4:51    |  |
| Duração total: | Duração total:                                     | Duração total:                                                                         | Duração total:         | 32:41   |  |

Notas
- Nota a: Denota um produtor adicional.

## Desempenho nas tabelas musicais

### Posições
| Tabela musical (2015)                        | Melhor posição |
| -------------------------------------------- | -------------- |
| Austrália - ARIA Albums Chart                | 40             |
| Bélgica - Ultratop 50 (Valónia)              | 191            |
| Espanha - PROMUSICAE                         | 76             |
| Estados Unidos - Billboard 200               | 40             |
| Estados Unidos - Billboard Soundtrack Albums | 4              |
| França - SNEP                                | 171            |
| Reino Unido - UK Compilations Chart          | 6              |
| Reino Unido - UK Soundtrack Albums Chart     | 4              |